# Runaway (canción de Linkin Park)
«Runaway» (en español, «Escapar») es una canción de la banda Linkin Park, perteneciente a su álbum debut Hybrid Theory. En ese disco ocupa la pista n.º 6.

## Canción
La canción describe lo que una persona puede sentir cuando se siente torturada por la sociedad, y decide escapar. Al igual que otras canciones de Linkin Park, esta canción fue rechazada por críticos de música por ser "escrita para adolescentes". Es una de las canciones de Hybrid Theory en el que contiene un pequeño rapeo de Mike Shinoda, como "Crawling". Las dos canciones tienen una estructura similar.
Su nombre en el álbum remix Reanimation (2002) es "Rnw@y".

## Posicionamiento
| Listas                | Posición |
| --------------------- | -------- |
| EU Modern Rock Tracks | 40       |
| EU Mainstream Rock    | 37       |

- Datos: Q19993